# Dán irodalom

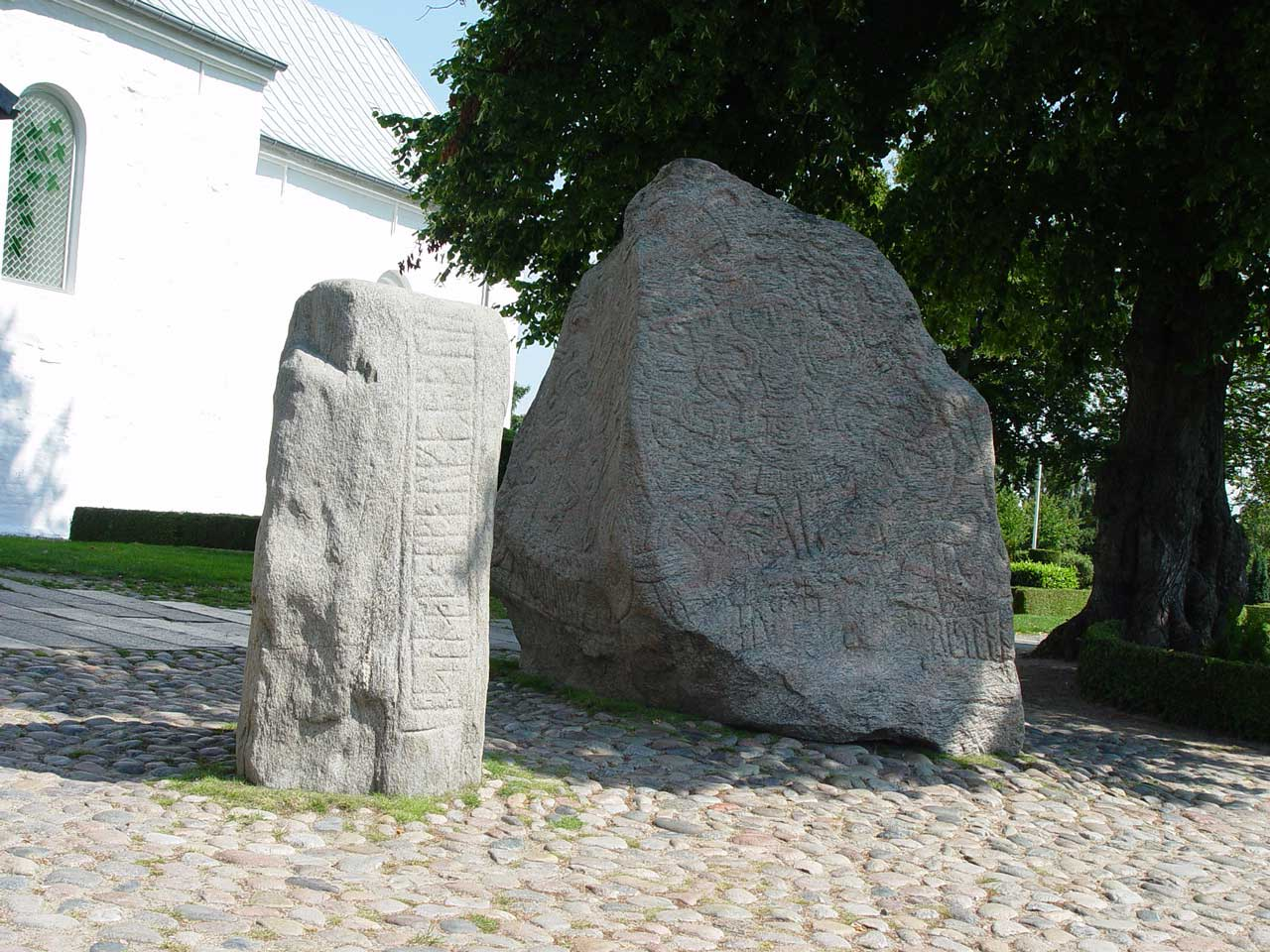
Jelling viking emlékei a világörökség részei.

A dán irodalom a skandináv irodalom azon csoportja, mely magában foglalja a dánul írt, illetve dán szerzők tollából származó műveket. Története a középkorban kezdődött és ma is tart. A dán irodalom legismertebb alakjai Saxo Grammaticus, Søren Kierkegaard, Hans Christian Andersen, Martin Andersen Nexø és Karen Blixen.

## Középkor
A Dániában talált legősibb írásos emlékek a köveken és más tárgyakon látható rúnák. Ezek egy része betűrímes verseléssel írt rövid vers. A 10. században a kereszténység megjelenése a latin betűs írás és a latin nyelv formájában az európai műveltséget is elhozta Dániába. Az első fontosabb, latin nyelvű alkotás Saxo Grammaticus Gesta Danorum című történeti munkája a 12. századból. A mű a skandináv mítoszok és legendák egyik legjelentősebb forrása, valamint a Saxo koráig terjedő dán történelem összefoglaló műve. A korszak irodalmának szintén említésre méltó emlékei a balladák, melyekből ma 500-nál is többet ismernek.

## A 16. és 17. század
A dán irodalom számára a 16. századi reformáció hozott megújulást. A korszak fontos írói közé tartozik Christiern Pedersen, az Újszövetség fordítója, valamint Poul Helgesen, a reformáció heves ellenzője. Ebben az időszakban születtek az első dán nyelvű drámák is, melyek közül Hieronymus Justesen Ranch művei a legjelentősebbek. A 17. században újra megélénkült a skandináv hagyományok iránti érdeklődés, elsősorban az olyan tudósoknak köszönhetően, mint Ole Worm. A vallásos dogmatizmus erőteljes jelenléte ellenére Thomas Kingo érzelmes himnuszai az önkifejezés felé sodorták a költészetet. A Svédországgal folytatott háborúk és a nemesség viszálykodása nyomán az ország 1660-ban abszolút monarchiává alakult. Ennek mikéntjéről a királyi börtönben raboskodó Leonora Christina Ulfeldt hercegnő számolt be Elmébe vésett ellenségek (Jammersminde) című érzelmes művében. A könyvet 1673 és 1698 között írta, ám csak 1869-ben jelent meg.

## Írók

### 18. század
- Ludvig Holberg
- Hans Adolph Brorson
- Johan Herman Wessel
- Johannes Ewald
- Jens Baggesen

### 19. század
- Hans Christian Andersen
- Herman Bang
- Jens Peter Jacobsen
- Søren Kierkegaard
- Adam Oehlenschläger

### 20. század
- Karen Blixen (Isak Dinesen)
- Peter Høeg
- Johannes Vilhelm Jensen
- Svend Aage Madsen
- Martin Andersen Nexø
- Dan Turèll